# La Estancia (Sonora)
La Estancia es un pueblo del municipio de Aconchi está ubicado en el centro del estado mexicano de Sonora, cercano a la zona de la Sierra Madre Occidental, el pueblo es la segunda localidad más habitada de su municipio, ya que según datos del Instituto Nacional de Estadística y Geografía (INEGI), La Estancia en 2020 contaba con 761 habitantes.
Se ubica a 4 km del pueblo de Aconchi, cabecera del municipio, y a 143 km de Hermosillo, la capital estatal. El pueblo fue incluido en el municipio de Aconchi el 13 de abril de 1932 cuando éste se creó bajo la ley número 74, y es una de las 8 localidades que lo conforman. También tiene la categoría de comisaría municipal, lo que le permite tener a un residente con la función de comisario.

## Historia
El primer registro que se tiene de la localidad fue en el año de 1910 bajo la categoría de congregación, anexada al pueblo de Aconchi sólo con el nombre de "Estancia", el 26 de diciembre de 1930 ya nombrado como "La Estancia" y bajo la Ley Núm. 69 pasó a formar parte del municipio de Arizpe, el 13 de mayo de 1931 fue incluida al municipio de Baviácora según lo indicó la Ley Núm. 88, el 13 de abril de 1932 se creó el municipio libre de Aconchi y La Estancia se unió a éste definitivamente por decreto de la ley Núm. 74, manteniendo la categoría de congregación, hasta que en 1980 cambió a ser un pueblo, manteniéndose así.

## Geografía
Véase también: Geografía del Municipio de Aconchi
Se localiza bajo las coordenadas 29°47' latitud norte y 110°12' longitud oeste del meridiano de Greenwich, a una elevación de 603 metros sobre el nivel del mar. Tiene una superficie de 0.57 kilómetros cuadrados,  es atravesado de sureste a noroeste por la carretera estatal 89 que lo comunica con los otros pueblos del río Sonora hasta Cananea. La zona pertenece a la cuenca del río Sonora y muy cercano fluye en arroyo "La Estancia". El clima es seco-semicálido, con una temperatura media alta de 38 °C y una media baja de 13.3 °C, y aproximadamente 450 mm de precipitación anual.

## Demografía
Según el Censo de Población y Vivienda realizado en 2020 realizado por el Instituto Nacional de Estadística y Geografía (INEGI), el pueblo tiene un total de 761 habitantes, de los cuales 388 son hombres y 373 son mujeres, con una densidad poblacional de 1335.08 hab/km². En 2020 había 288 viviendas, pero de estas 212 viviendas estaban habitadas, de las cuales 45 estaban bajo el cargo de una mujer. Del total de los habitantes, sólo 2 personas (0.26%) se consideran afromexicanos o afrodescendientes.
El 93.43% de sus pobladores pertenece a la religión católica, el 3.03% es cristiano evangélico/protestante o de alguna variante, mientras que el 3.42% no profesa ninguna religión.

### Educación y salud
Según el Censo de Población y Vivienda de 2020; 3 niños de entre 6 y 11 años (0.39% del total), 2 adolescentes de entre 12 y 14 años (0.26%), 24 adolescentes de entre 15 y 17 años (3.15%) y 19 jóvenes de entre 18 y 24 años (2.50%) no asisten a ninguna institución educativa. 27 habitantes de 15 años o más (2.89%) son analfabetas, 19 habitantes de 15 años o más (2.50%) no tienen ningún grado de escolaridad, 69 personas de 15 años o más (9.07%) lograron estudiar la primaria pero no la culminaron, 33 personas de 15 años o más (4.34%) iniciaron la secundaria sin terminarla, teniendo el pueblo un grado de escolaridad de 8.6.
La cantidad de población que no está afiliada a un servicio de salud es de 378 personas, es decir, el 49.67% del total, de lo contrario el 50.33% si cuenta con un seguro médico tanto público como privado. En el pueblo, 35 personas (4.60%) tienen alguna discapacidad o límite motriz para realizar sus actividades diarias, mientras que 12 habitantes (1.58%) poseen algún problema o condición mental.
La localidad cuenta con dos instituciones educativas: el jardín de niños "Silviana Robles de Romero" y la escuela primaria "General Francisco Contreras Ballesteros", ambas de carácter público y administradas por el gobierno federal.

### Población histórica
Evolución de la cantidad de habitantes desde el evento censal del año 1900:
| Año           | 1910 | 1921 | 1930 | 1940 | 1950 | 1960 | 1970 | 1980 | 1990 | 1995 | 2000 | 2005 | 2010 | 2020 |
| Población     | 352  | 396  | 290  | 370  | 397  | 414  | 440  | 491  | 531  | 507  | 582  | 572  | 713  | 761  |
| Fuente: INEGI |      |      |      |      |      |      |      |      |      |      |      |      |      |      |

## Gobierno
Véase también: Gobierno del Municipio de Aconchi
La Estancia es una de las 8 localidades que conforman el municipio de Aconchi y la única nombrada como comisaría. La sede de su gobierno se encuentra en el pueblo de Aconchi, cabecera del municipio, el ayuntamiento municipal consta de un presidente municipal, un síndico y cuatro regidores, electos cada 3 años.

## Personajes ilustres
- General Francisco Contreras Ballesteros, participó en el movimiento de la revolución mexicana de 1910.[14]